# Forel-sur-Lucens
Forel-sur-Lucens est une localité de la commune suisse de Lucens dans le canton de Vaud, située dans le district de la Broye-Vully et ancienne commune.

## Géographie
Forel-sur-Lucens est située sur un plateau dominant la vallée de la Broye.
Selon l'Office fédéral de la statistique, la commune mesure 2,83 km2. 5,7 % de cette superficie correspond à des surfaces d'habitat ou d'infrastructure, 76,3 % à des surfaces agricoles, 18,7 % à des surfaces boisées et 0,0 % à des surfaces improductives. La localité est composée de Forel-dessous, à 672 mètres d'altitude, et de Forel-dessus, à 700 mètres d'altitude. Les communes limitrophes de Forel-sur-Lucens sont Cremin, Lucens et Villars-le-Comte dans le canton de Vaud et Prévondavaux, Cheiry et Surpierre dans le canton de Fribourg.

### Communes limitrophes
| Prévondavaux     | Cheiry           | Surpierre |
| Villars-le-Comte | Forel-sur-Lucens | Cremin    |
|                  | Lucens           |           |

## Histoire
Forel-sur-Lucens est cité pour la première fois vers 1200 sous le nom de Forest. Le village est à cette époque une petite seigneurie dépendant des Savoie. Il fait partie du bailliage de Moudon à l'époque bernoise (1536-1798), puis du district de Moudon dès 1798. En 1834, une classe est installée dans la chapelle, qui est détruite en 1888. Les pierres sont utilisées pour construire une école, fermée en 1968. La chapelle actuelle date de 1951. Depuis la réorganisation territoriale du canton de Vaud le 1er janvier 2008, la commune fait partie du district de la Broye-Vully.
Le 30 novembre 2014, les communes de Brenles, Chesalles-sur-Moudon, Cremin, Forel-sur-Lucens, Lucens et Sarzens décident de fusionner. La nouvelle commune voit le jour le 1er janvier 2017 sous le nom de Lucens.

## Héraldique
| Armes de Forel-sur-Lucens | Les armes de la commune de Forel-sur-Lucens se blasonnent ainsi : D'azur à l'agneau pascal d'argent, la croix d'or et la bannière de gueules à la croix d'argent. |

## Patrimoine bâti
L'église réformée (Dessous-Village) a été construite en 1951 par l'architecte Louis Brivel 46° 43′ 44″ N, 6° 49′ 22″ E.

## Démographie
Selon l'Office fédéral de la statistique, Forel-sur-Lucens compte 152 habitants avant la fusion. Sa densité de population atteint 54 hab./km2.
Le graphique suivant résume l'évolution de la population de Forel-sur-Lucens entre 1850 et 2010 :

## Transports
Forel-sur-Lucens est proche de la route principale reliant Lucens à Yvonand. Au niveau des transports en commun, la ligne de car postal reliant Moudon à Lucens fait un arrêt à Forel-dessous.